# 讀者服務
讀者服務或讀者顧問服務約在1920年代開始發展，並受到美國公共圖書館的重視。費城公共圖書館對讀者服務所作的定義為「閱讀指導、選擇資料來滿足特定的興趣或需要，為既定目的，協助確認最佳資訊來源，指導利用圖書館或特定書籍，從館外機構或資訊來源尋找答案或提供轉介服務」。讀者服務是指圖書館教導讀者使用圖書館資源與服務、或為讀者選擇適合的閱讀書籍，並解答讀者各種問題，包括閱覽服務、參考服務與推廣服務。因此讀者服務不僅是館員與讀者的互動，也包括圖書館辦理的活動、借還書的標示等事物與讀者間的互動。
擔任讀者服務的館員必須經常與讀者接觸，因此應具備豐富的知識與親和力、正確判斷力、善於觀察等特質。